# Byśki

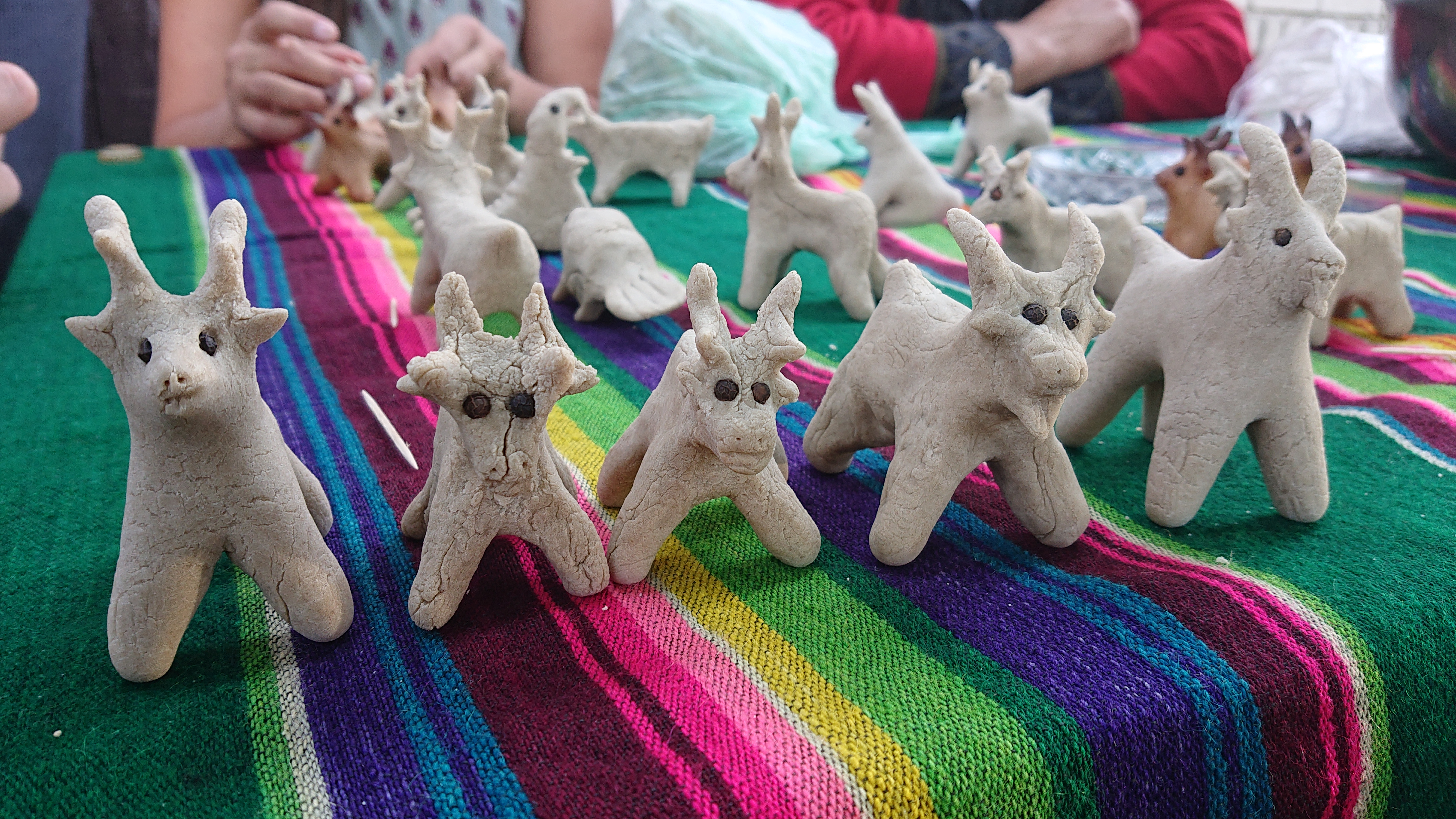
Byśki po ulepieniu, a przed pieczeniem

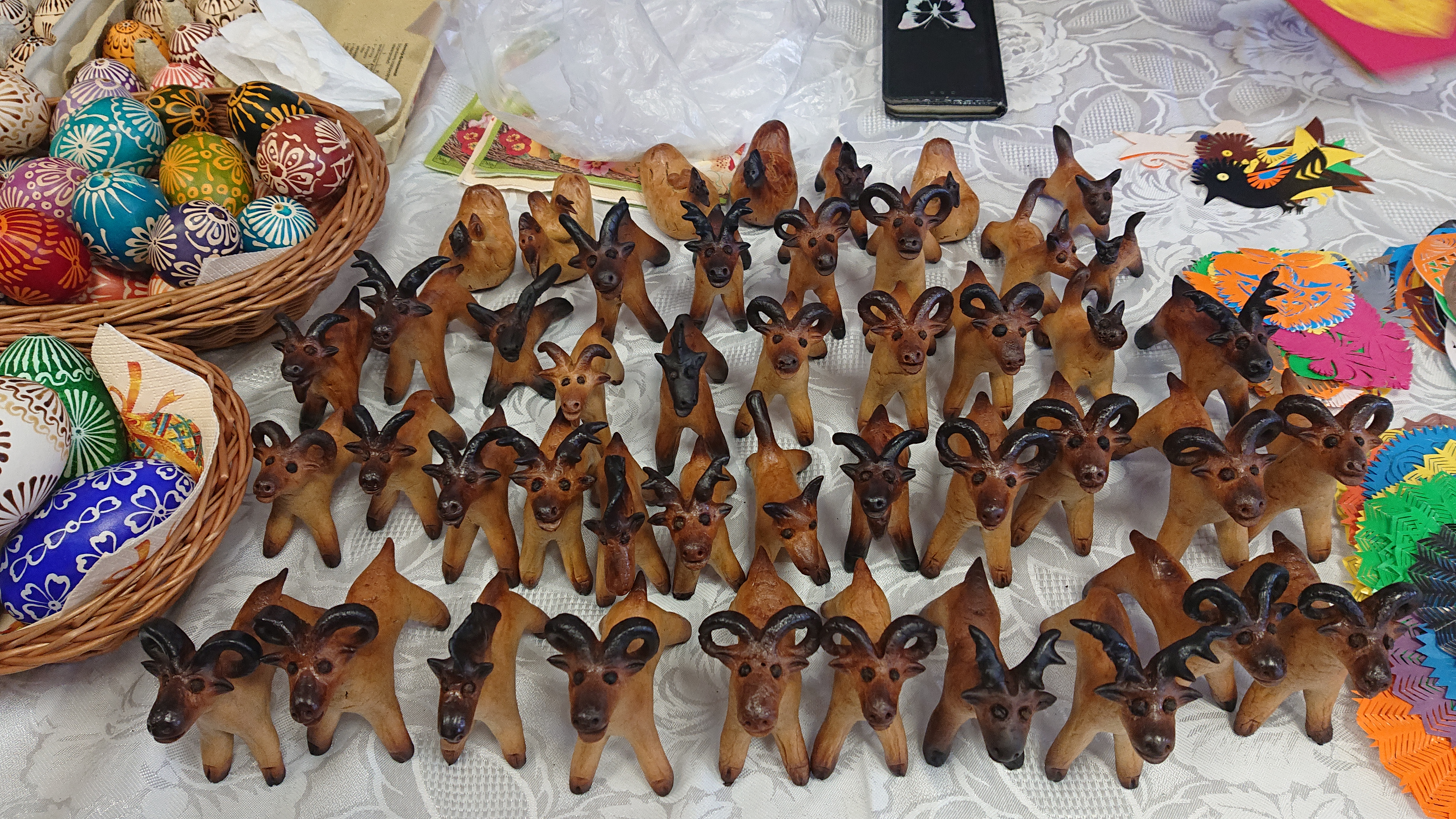
Byśki wykonane przez Teresę Staśkiewicz z Puszczy Zielonej

Byśki (stworzunka) – noworoczne pieczywo obrzędowe znane w kurpiowskiej Puszczy Zielonej, a dawniej także na Warmii, Podlasiu i Mazurach.

## Opis

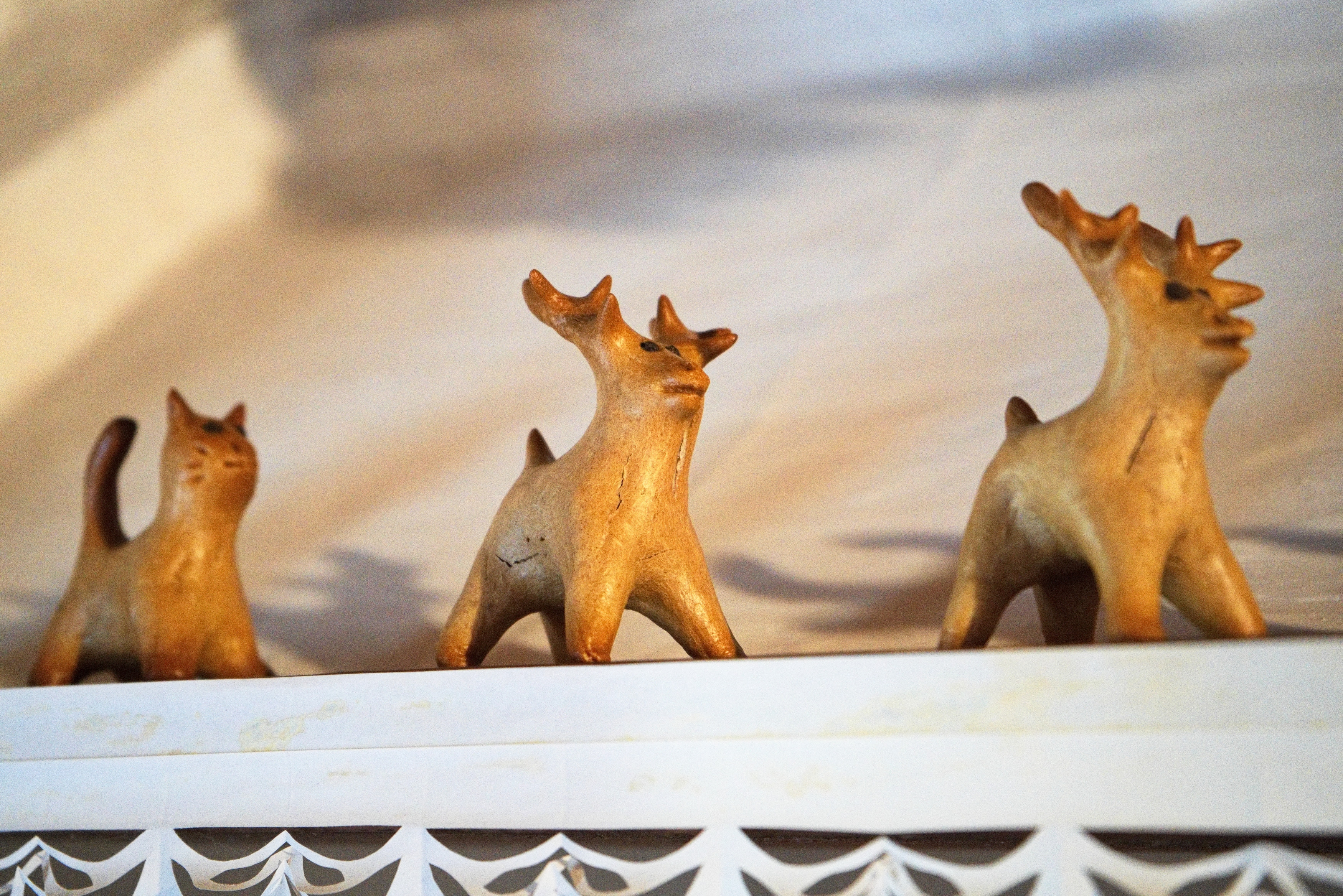
Byśki ustawione na kapie nad kuchnią w Zagrodzie Kurpiowskiej w Kadzidle

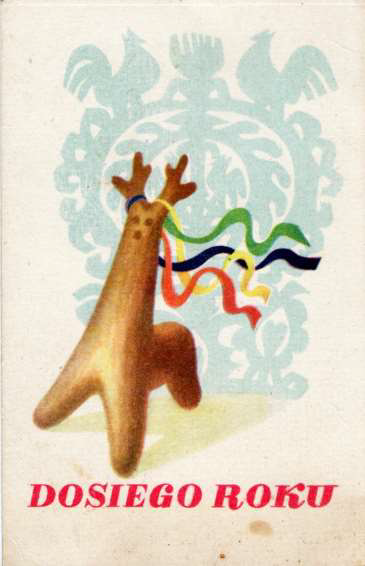
Pocztówka z wycinanką kurpiowską i byśkiem

Byśki robiono w wigilię Nowego Roku i święta Trzech Króli. Masę wyrabiano z mąki żytniej zaparzanej wodą, by uzyskać ciasto o konsystencji plasteliny. Kształty modelowano z jednego kawałka ciasta. Następnie figurki zaparzano w ukropie, finalnie pieczono w piecu chlebowym. Byśki stawiano na parapecie okna lub domowym ołtarzyku, czasem rozdawano dzieciom jako smakołyk. Według tradycji miały przynosić pomyślność w hodowli oraz zapewniać zdrowie, powodzenie i pomyślność w nowym roku. Miały kształt zwierząt (hodowlanych i dzikich), niekiedy także laleczek, drabinek, pierścieni itp. W okolicy Kadzidła i Jednorożca dominowały byśki w kształcie jeleni z rozgałęzionymi rogami. Mieszkańcy wykonywali figurki zwierząt, jak twierdzili, na pamiątkę darów składanych Panu Jezusowi przez pasterzy. Kiedyś przestrzegano zasady, że jeden bysiek odpowiadał jednemu domownikowi lub zwierzęciu. Przestrzegano również zasady spalania starych byśków zanim tworzono lub otrzymywano nowe. Sczerstwiałe kruszono, dodając do paszy dla zwierząt.
W 2020 roku na wniosek depozytariuszy dziedzictwa zrzeszonych w Stowarzyszeniu Artystów Kurpiowskich wypiek byśków i nowych latek Kurpiów Puszczy Zielonej wpisano na krajową listę niematerialnego dziedzictwa kulturowego. Materiały potrzebne do złożenia wniosku przygotowano dzięki współpracy pomiędzy Muzeum Kultury Kurpiowskiej w Ostrołęce i samorządem powiatu ostrołęckiego. Z tej okazji zrealizowano dwa filmy: proces lepienia i wypieku byśków oraz nowych latek (z twórczynią ludową Wiesława Bogdańską) oraz film edukacyjny Byśki i nowe latka. Kurpiowskie pieczywo obrzędowe. W filmie wystąpili kurpiowscy twórcy: Czesława Kaczyńska z Dylewa, Wiesława Bogdańska z Kadzidła i Stanisław Ropiak z Myszyńca Starego.

## Wykorzystanie
Byśki pojawiały się na pocztówkach. Samorząd gminy Myszyniec używa byśków jako pamiątek.

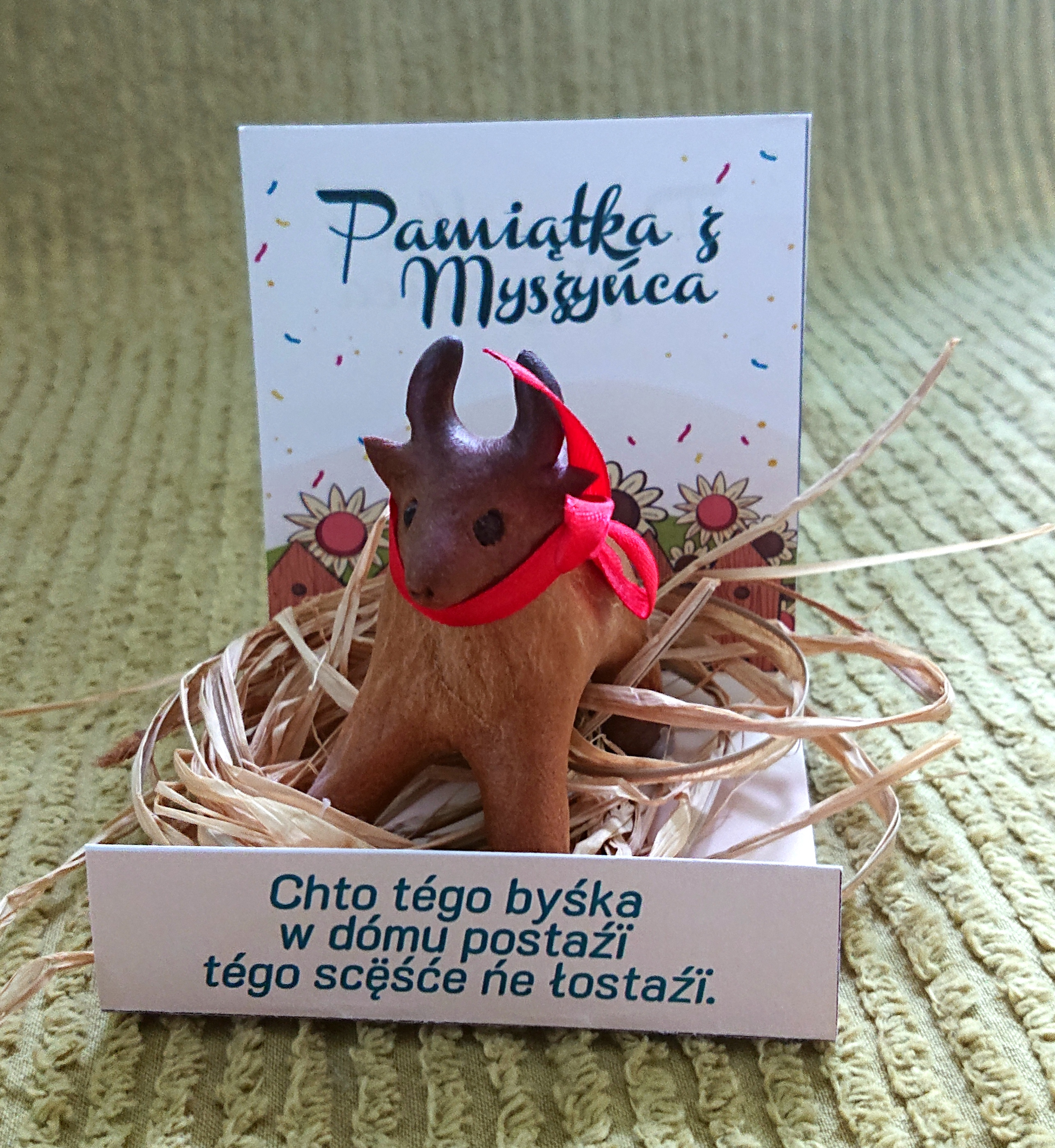
Bysiek jako pamiątka z Myszyńca